# Vaněk Valečovský z Kněžmostu
Vaněk Valečovský z Kněžmostu, též Vaněk z Valečova (? –19. února 1472) byl český spisovatel a politik poděbradské doby, příslušník šlechtického rodu Valečovských z Valečova.

## Život
Křtěn byl Václav, ale užívá se obvykle varianty Vaněk. Pravděpodobně byl synem šlechtice Bartoše z Valečova, který vlastnil statky mezi Nymburkem a Mnichovým Hradištěm, a byl blízkým spolupracovníkem Jana Žižky. Podle všeho se mu dostalo kvalitního vzdělání. V letech 1440 až 1445 byl ve službách královny Barbory Celjské, vdovy po Zikmundovi Lucemburském. V této době se také sblížil s Jiřím z Poděbrad. V roce 1448 přitáhl do Prahy s Jiřího vojskem a účastnil se jejího dobytí. V letech 1449–1452 byl konšelem Starého Města pražského, posléze i jeho purkmistrem (třikrát). V roce 1452 se stal členem rady zemského správce Jiřího z Poděbrad, s nímž ho pojilo pevné přátelství a spojenectví. V letech 1453–1468 byl podkomořím královských měst, post uvolnil svému švagrovi Samuelovi z Hrádku a Valečova. Ve funkci podkomořího se podílel na perzekuci radikálních táboritů i přívrženců rodící se Jednoty bratrské - je znám protestní dopis, který mu z teplického vězení napsal Řehoř Krajčí. V roce 1467 mu byl udělen šlechtický titul vladyky (rytíře). V Praze vlastnil domy v Celetné čp. 597 a Dlouhé ulici a zřejmě též na Hradčanech čp. 186. Získal též panství Opočno a Smiřice, které ale později ztratil. Podle Ottova slovníku naučného měl Vaněk později pravděpodobně blízko k Jednotě bratrské.

## Dílo
Byl znám svými polemikami s Janem Rokycanou, ačkoli oba byli kališníky. S Rokycanou se neshodoval zejména v otázce moci kněžích, kterou Vaněk striktně odmítal. Tyto své názory shrnul v pamfletickém pojednání Proti panování kněžskému (původně zveřejněn pod názvem Traktát pana Vaňka Valečovského etc. učiněný proti Rokycánovi a jeho kněžím). Tento traktát sepal v letech 1453–1457. Že kněžím světská moc nenáleží dokazoval Valečovský s pomocí citátů z Bible, Čtyř artikulů pražských a Basilejských kompaktát, jejichž dodržování bylo jádrem Poděbradovy vnitrostátní i zahraniční doktríny. Použil v argumentaci ovšem i prokazatelné výmysly a pomluvy. Styl je dramatický, nevyhýbal se expresivním výrazů, užíval vzrušené řečnické otázky, barvité metafory a košatá souvětí, hromadil synonyma. Na několika místech rozvíjel i fiktivní dialog mezi knězem a selkou. Je možné, že Valečovský napsal i některé další podobné texty, ale nedochovaly se. je znám jen jeho písemný komentář k obrazu, který si nechal namalovat na svůj dům v Praze: vůz, který táhnou zapřažení koně na různou stranu, a proto se nehýbá. Tímto obrazem chtěl ilustrovat hrozbu znesvářenosti kališnických kněžích a teologů. Text je zván O vozu malovaném.